# Angorakatze

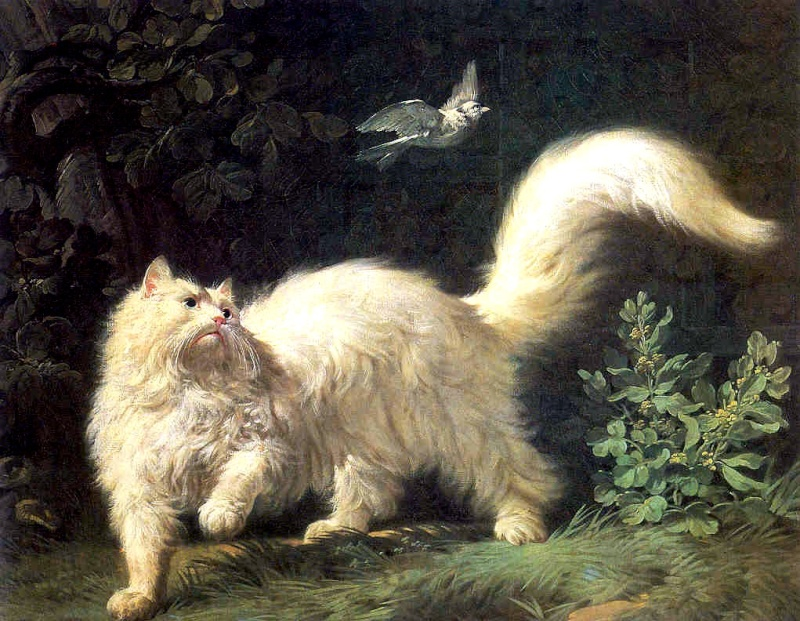
Jean-Jacques Bachelier: Weiße Angorakatze

Der Begriff Angorakatze wird in verschiedenen historischen Zeitabschnitten unterschiedlich gebraucht:
- Türkisch Angora, eine heutige und von den Zuchtverbänden anerkannte Katzenrasse.
- Historische Bezeichnung für Katzen mit längerem Fell schlechthin. Gebräuchlich bis etwa zu Beginn der 1950er Jahre.
- Bis heute landläufig volkstümliche Bezeichnung für alle Katzen mit längerem Fell. Insbesondere weiße Katzen mit längeren Haaren werden häufig als Angorakatze bezeichnet.

## Historische Angorakatze
Die Angorakatze (Felis maniculata angorensis) ist eine historische halblanghaarige Katzenrasse, deren erste Vertreter vermutlich aus der früheren Region Angora in Kleinasien stammten, in der sie als Hauskatze gehalten wurde. Sie gelangten etwa im 17. Jahrhundert nach Europa, zunächst an die Höfe des europäischen Adels. Sie galt lange Zeit als Urmutter der heutigen Perserkatzen. Genetische Untersuchungen, veröffentlicht 2014, haben jedoch ergeben, dass die Perserkatze aus Zufallsverpaarungen der Russischen Angorakatze entspringt, nicht aber mit orientalischen Katzenrassen verwandt ist. Als um die Wende vom 19. zum 20. Jahrhundert Vereine zur Rassekatzenzucht gegründet wurden, formulierten diese – insbesondere die englische Organisation GCCF – erstmals Zuchtstandards und vergaben Namen für Rassekatzen. Die langhaarigen Variationen wurden dort nun alle als Perserkatze geführt, deren Standard später häufig geändert wurde. Die reine Angorakatze wurde seitdem nicht mehr weiter gezüchtet. In Deutschland versuchte der Felinologe Schwangart um das Jahr 1930 herum, neben dem modernen Persertyp den traditionellen Angoratyp neu zu beleben, allerdings unter dem Namen „Deutsch Langhaar“, der außerdem seit Anfang des 20. Jahrhunderts auch für eine Hunderasse Verwendung fand. Diese neue Katzenrasse hatte keinen Bestand. In der Rassekatzenzucht kommt der historische Begriff Angorakatze durch die Umbenennung in Perserkatze seitdem nicht mehr vor, wohl aber im internationalen allgemeinen Sprachgebrauch.

## Landläufiger Ausdruck für Katzen mit längerem Fell allgemein
Nicht nur in Deutschland hält sich der Begriff „Angorakatze“ in der Bevölkerung hartnäckig. In Russland wird er ganz allgemein für weiße und blau-graue halblanghaarige Katzen gebraucht. Er ist jedoch nicht mit einer bestimmten, heute anerkannten Rasse gleichzusetzen.

## Geschichte der Angorakatze

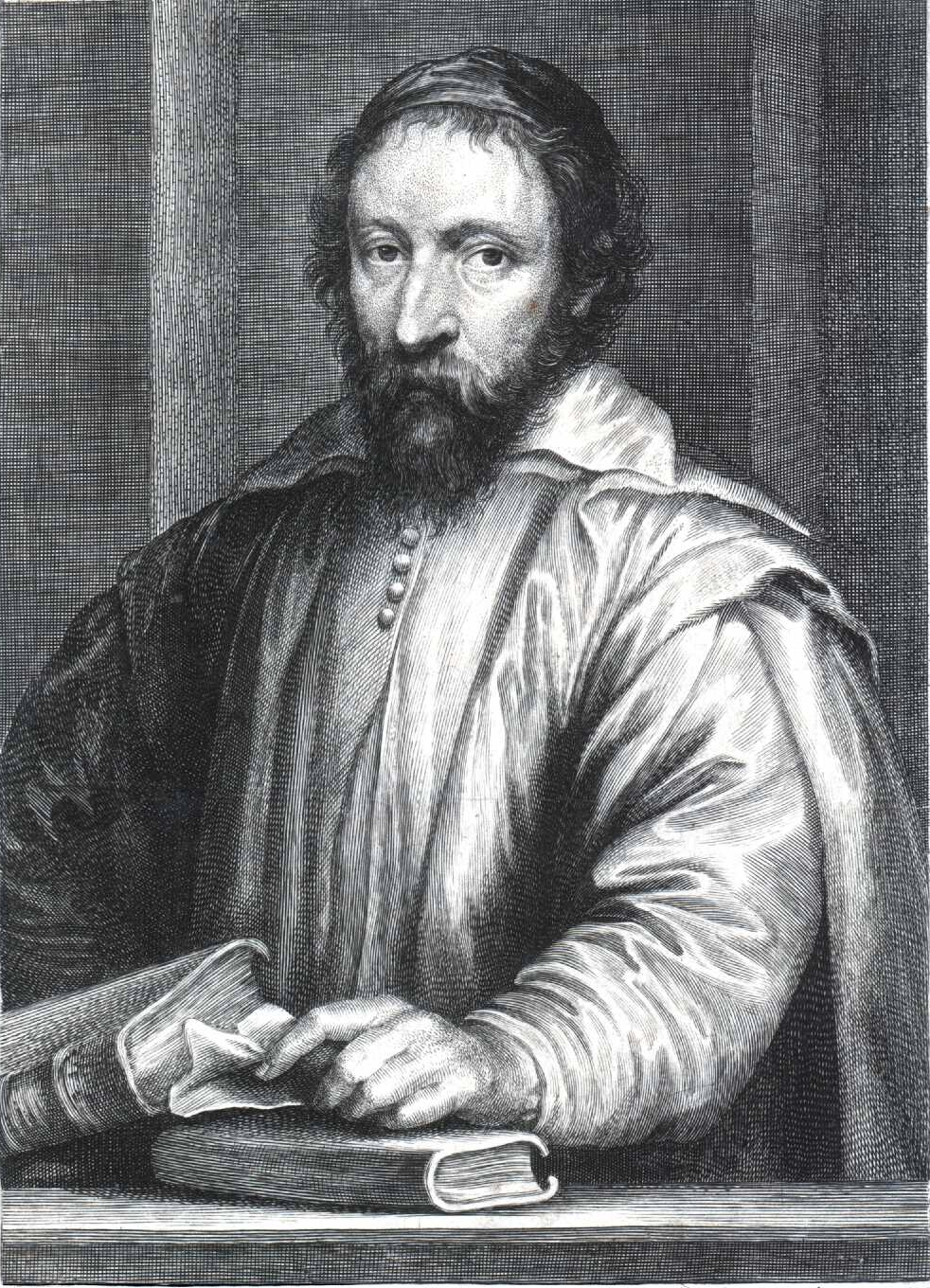
Nicolas-Claude Fabri de Peiresc 1580–1637

Die ersten Langhaarkatzen gelangten im 17. Jahrhundert nach Europa. Neben den Angorakatzen aus dem Gebiet der heutigen Türkei sollen auch Katzen aus dem heutigen Iran eingeführt worden sein. Die Theorie, auf die sich die angebliche Herkunft der Perserkatze stützt, indem sie aus der persischen Ostregion Khorassan importiert sein sollte, ist laut Enzyklopædia Iranica nicht haltbar. Pietro de la Valle, auf den sich die These stützt, war nie in Khorassan, von wo er angeblich halblanghaarige Tiere von seiner Reise mitgebracht haben soll. Er beschrieb Jahre nach seiner Reise nach Isfahan und Täbris laut Georges-Louis Leclerc de Buffon lediglich eine Katze dem Hörensagen nach, die der Angorakatze bis auf jedes Detail ähnelte. Die geografische Nachbarschaft des Osmanischen Reiches (Türkei) und zum Beispiel Täbris in Persien (Iran) legt daher nahe, dass es sich um ein und denselben halblanghaarigen Hauskatzentyp gehandelt haben muss.
Nicolas Claude Fabri de Peiresc ließ sich die ersten Angorakatzen aus der Angora-Region von Damaskus aus nach Frankreich bringen, er sammelte seltene Pflanzen und Tiere. Von dort gelangten sie bald an den Hof Ludwigs XIII. und dann nach England.

## Herkunft des Namens

Der Name „Angora“ kann auf die frühere anatolische Provinz Region Angora des Osmanischen Reiches (heute Türkei) zurückzuführen sein. Da auch die Angoraziege und das Angorakaninchen aus dieser Region der heutigen Türkei stammen, ist eine Übertragung des Namens wegen des ebenso langen und seidigen Fells auf die Angorakatze wahrscheinlich.
Angora war früher als allgemeine Bezeichnung für Tiere mit längerem Haar gebräuchlich und ist es heute auch noch, zum Beispiel für das Angorakaninchen. So erscheint dieser Begriff im ausgehenden 19. Jahrhundert in Lexika ebenso wie 1915 in Brehms Tierleben oder 1927 in Die Angorakatze vom 1. Deutschen Angora-Katzen Zucht- und Schutzverein.

## Umbenennung der Angorakatze in Perserkatze

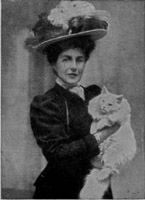
Frances Simpson mit einer weißen Angorakatze im Crystal Palace London (Anfang 20. Jh.)

Es scheint, als sei die Angorakatze aus Gewinnabsichten in Perserkatze umbenannt worden, zumal, außer in der Fellfarbe, kaum Unterschiede zwischen den bis zur Umbenennung unter Langhaarkatzen geführten Angorakatzen bestanden. Dies ist auch der Tatsache geschuldet, dass es einer 2014 vorgelegten Studie zufolge im Zeitraum zwischen der Einfuhr aus Kleinasien nach Europa ab Ausgang des 17. Jahrhunderts bis zur Gründung von Katzenvereinen Anfang des 20. Jahrhunderts Einkreuzungen von langhaarigen russischen Katzen gab. Katzen für Genuss und Gewinn hieß eines der Bücher von Mary Frances Simpson, in denen sie um Verzeihung bittet, dass sie die Angorakatze nun zu Gunsten der Perserkatze ignoriere. Dies hatte wohl auch mit Ende des Ersten Weltkrieges und dem Untergang des Osmanischen Reiches (1923 Türkei mit Hauptstadt Ankara, früher Angora) und der Beziehung Englands mit dem bis dahin Persischen Reich, später Iran, zu tun.
Die damalige Hochburg für Katzenzucht England hatte Anfang des 20. Jahrhunderts den Begriff Angorakatze bereits zu Gunsten der neuen Bezeichnung „Perserkatze“ aufgegeben und führte sie nicht mehr namentlich als eigenständige Rassekatze. Im 19. Jahrhundert waren für die langhaarigen Angorakatzen noch Bezeichnungen nach deren Fellfarbe gebräuchlich: Angorakatze (weiß), Russische Katze (getigert), Malteserkatze (hellgrau-blau), Kartäuserkatze (dunkelgrau-blau) oder französisch Chartreux (blau-grau) sowie Chinesische Katze (gelb). Fortan gab es zwei Kategorien: 1. Kurzhaarkatzen mit mehreren Rassen sowie 2. Langhaarkatzen, der, als nunmehr einzige Rasse die Perserkatze zugeordnet war.
In Deutschland wurden bis zur 3. Katzenausstellung Berlin 1929 alle langhaarigen Katzen weiterhin als Angorakatzen bezeichnet. Das Hauptaugenmerk bei der Zucht der langhaarigen Katzen galt damals weniger dem Typ, als der Fellfarbe. Bereits 1928 fand auch die erste Reichsausstellung für Edelpelztiere in Berlin statt, auf der sogenannte Pelzkatzen als „geschätzte Pelztiere … das Interesse wirtschaftlich eingestellter Pelztierzüchter gefunden haben“ (Auszug aus Vorrede aus selbigem Katalog von P. Schöps, Leipzig). Allerdings ist anzumerken, dass Pelze langhaariger Katzen in der Pelzindustrie damals nicht verwendet wurden, da sie als minderwertig galten.
Der deutsche Biologe Friedrich Schwangart ordnete daher 1929 die Tiere nach ihrem Typ in Anlehnung an das englische Zuchtziel einer gedrungenen rundköpfigen Perserkatze die deutschen Angorakatzen entweder der Perserkatze zu oder Tiere im traditionellen Typ der von ihm neu benannten Deutsch Langhaar statt Angorakatze. In Anlehnung an den aufkeimenden Nationalsozialismus verfasste Schwangart heute fragwürdige Literatur wie Zur Rassebildung und Züchtung der Hauskatze. Die 3. Katzenausstellung in Berlin 1929 war die erste Ausstellung, in der die Katzen nach dem neuen Standard bewertet wurden. Der Begriff Angora wurde neben den Persern, auch in Klammersetzung, in der Literatur später ebenfalls noch verwendet. In der Literatur findet man in Unsere Katzen von Otto Fehringer aus dem Jahr 1942 Überschriften wie „Langhaarrassen oder Angora“, auf Abbildungen jedoch stets die Unterschrift Deutsch Langhaar. In der Fachwelt setzten sich die neuen Begriffe Perser und Deutsch Langhaar offensichtlich auch nicht durch. So ist zum Beispiel bei Fachtierarzt von Knebel in Hund und Katze ebenso wie bei Otto Fehringer in seinem Neuen Katzenbuch für alle ausschließlich von Angorakatzen die Rede.
Es ist anzunehmen, dass der Begriff Angora sich daher nur als Rassebezeichnung wegen der Streichung und des Ersatzes durch die Deutsch Langhaar nicht halten konnte.

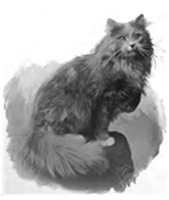
Beispiel einer blau-grauen Angorakatze, früher auch als Malteserkatze, Kartäuserkatze oder Chartreux bezeichnet, aus dem Projekt Arche Angorakatze

Dadurch konnte sich die Perserkatze etablieren, insbesondere seit den 1970er Jahren durch den Hochzuchtperser mit dem „Peke-Face“ (Pekinesengesicht). Im Sprachgebrauch jedoch konnte Angorakatze Jahrzehnte noch überleben. Die Deutsch Langhaar dagegen verblasste so schnell, wie sie auftauchte, womöglich der Zeit geschuldet, in der sie erschaffen wurde. England und Frankreich stellten Anfang des 20. Jahrhunderts (vor 1928) alle langhaarigen Katzen unter den Standard der Perserkatze, weswegen es in der Rassekatzenzucht keine Angorakatze mehr gab.
Ab 1950 interessierten sich Katzenzüchter wieder vermehrt für die Zucht langhaariger Katzen. Nach dem Zweiten Weltkrieg verschwand die Deutsch Langhaar aus den aktiven Katzenzuchtprogrammen und wurde erst 1968 durch eine Familie Aschemeier angeblich wieder gezielt gezüchtet. Aus im Zoo von Ankara noch gehaltenen, als Angorakatzen bekannte Tiere alter Abstammung, wurden nun zur Rasse Türkisch Angora, die 1970 offiziell anerkannt wurde. In Großbritannien entstand die Rasse Britisch Angora, die allerdings in keinem Zusammenhang mit der historischen Angorakatze oder der Türkisch Angora steht und die im Jahr 2002 in Orientalisch Langhaar umbenannt wurde. Seit 2009 ist die Britische Langhaar anerkannt (FIFe, TICA). Familie Aschemeier wird seit 2005 durch eine Züchtergruppe in ihrem Bestreben unterstützt, die Deutsch Langhaar, nun unter dem Namen Deutsche Langhaarkatze wieder zu etablieren. Hierzu überreichte sie im April 2009 fünf ihrer Zuchttiere dieser Züchtergruppe. Das Projekt Arche Angorakatze widmet sich dagegen einer Abbildzüchtung, insbesondere die der Malteserkatze, da es zweifelhaft scheint, dass die historische Angorakatze, oder im Zuge ihrer Umbenennung in Deutsch Langhaar, mehr als 60–80 Jahre züchterisch nachweisbar überdauern konnte.

## Türkisch Angora
Erst in den 1970er Jahren wurde die historische Angorakatze quasi neu entdeckt und als die im Zoo von Ankara noch gehaltenen ähnlichen weißen Tiere identifiziert. Inzwischen wurde sie als Türkisch Angora anerkannt und wird heute weltweit gezüchtet.

## Die Langhaarmutation
In der Katzenzucht werden heute neben den Kurzhaarkatzen Langhaarkatzen und Halblanghaarkatzen unterschieden. Genetisch betrachtet gibt es jedoch nur eine rezessiv vererbbare Mutation für Langhaarigkeit, jedoch keine gesonderte Mutation, die Halblanghaar auslösen würde. Der Unterschied zwischen ursprünglichem Halblanghaar und Langhaar wurde durch gezielte Züchtung auf die Langhaarigkeit bei der Perserkatze erreicht. Allerdings gibt es (Stand Juli 2009) 4 unterschiedliche Zustandsformen der rezessiven Mutation, also Allele, von denen bislang nicht bekannt ist, inwieweit sie sich unterschiedlich auf die Haarlänge und -fülle auswirken. Eine dieser Varianten trifft auf alle halblanghaarigen Katzen sowie die aus ihnen gezüchtete Perserkatze zu, andere entweder nur auf die Ragdoll, Norwegische Waldkatze oder Maine Coon.
Die Langhaarmutation geht vermutlich auf die türkischen Katzen (Türkisch Angora) zurück. Gesichert ist dies nicht. Es ist jedoch anzunehmen, dass solche langhaarige Katzen, evolutionsbedingt besser an raue klimatische Bedingungen angepasst, sich nach Ende der letzten Eiszeit durch Anpassung an den Lebensraum aus dem Gebiet des Hochgebirge Kaukasiens wieder in nördliche und östliche Gebiete ausbreiteten. Dies würde die natürliche Entwicklung der Angorakatze, der Sibirischen und der Norwegischen Waldkatze, ohne menschliche Eingriffe durch Anpassung entstanden und über einen ausgeprägten Sommer-Winter-Fellwechsel sowie deutliche Fellbüschel zwischen den Zehen, die als Schneeschuhe dienen, verfügend, erklären und auch das Erscheinungsbild ähnlicher Katzen aus der Song- oder Ming-Zeit Chinas. Auch die Fellfarbe der ersten nach Europa eingeführten Langhaar- bzw. Angorakatzen, wie weiß und grau oder schwarz, legen ähnlich wie beim Polarfuchs eine klimatisch beste Anpassung nahe, bei dem das Winterfell auch die Varianten weiß oder grau bzw. schwarz aufweist. Langhaarkatzen dieser Herkunft sind im Zuge von Kontakten der Fürstenhäuser, Eroberungen und der zunehmenden Handelstätigkeit zwischen Europa und Kleinasien und später Asien seit dem 17. Jahrhundert belegt. Spekulationen, wonach das Langhaargen von der Pallaskatze stammt, sind bis heute weder bestätigt noch widerlegt, ebenso dass es sich um eine Mutation handelt. Eher ist anzunehmen, dass diese Katzen aus Vermischung zwischen der Wildkatze, Felis s. silvestris, und der Unterart Felis s. caucasica vor ihrer Domestikation entstanden.
Weil die Langhaarmutation rezessiv ist, kann es in kurzhaarigen Katzen über viele Generationen hinweg unerkannt schlummern, um dann wieder zum Vorschein zu kommen. In vielen kurzhaarigen Katzenrassen und regionalen Hauskatzenschlägen ist die Langhaarmutation auf diese Weise vorhanden. Nehmen sich Züchter des langhaarigen Katzennachwuchses an, können neue langhaarige Katzenrassen entstehen wie zum Beispiele die Britisch Langhaar.